# Lester Sterling
Lester Sterling   (Kingston, 31 de gener de 1936 - 16 de maig de 2023), també conegut com a Mr Verstile era un trompetista i saxofonista jamaicà.
Membre fundador dels Skatalites, sovint membres reconeguts del grup com Tommy McCook, Jackie Mittoo o Don Drummond li feien ombra.

## Discografia
Va participar en la majoria de discs de The Skatalites, i en solitari va realitzar alguns discs:
- 1969 - Bangarang

## Actuacions a Catalunya
Acostumava a acompanyar a la mítica banda The Skatalites en les seves actuacions a Catalunya, com per exemple:
- 2007 Festival Reggus a Reus[1]
- 2008 Sala Apolo a Barcelona
- 2009 Acampada Jove a Montblanc[2]
- 2009 Sala Bac Art a Roda de Ter
- 2010 11 de maig - Sala Apolo a Barcelona